# Estación de Samper
Samper es una estación ferroviaria situada en el municipio español de Samper de Calanda, en la provincia de Teruel, comunidad autónoma de Aragón. Dispone de servicios de pasajeros de carácter regional. Las instalaciones también cumplen funciones logísticas.
Durante muchos años Samper ha sido un nudo ferroviario donde se cruzaban las líneas Zaragoza-Tarragona y Andorra-Escatrón, esta última de carácter industrial y dedicada al transporte de carbón para su uso en centrales térmicas. Por ello, las instalaciones tuvieron un importante tráfico de trenes carboneros, sirviendo también como apartadero. En la actualidad, de la línea Andorra-Escatrón solo permanece abierta al tráfico la sección entre Samper y Andorra. 

## Situación ferroviaria
La estación, situada a 283 metros de altitud, forma parte del trazado de las siguientes líneas férreas:
- Línea férrea de ancho ibérico Miraflores-Tarragona, punto kilométrico 422,143.[2][3]
- Línea férrea de ancho ibérico Andorra-Samper, punto kilométrico 17,163.[4]

## Historia

### Construcción y primeros años
La estación fue inaugurada inicialmente en 1879 con la apertura del tramo La Puebla de Hijar-Escatrón de la línea férrea que unía Zaragoza con Val de Zafán por parte de una pequeña compañía fundada en 1869 que respondía al nombre de «Ferrocarril de Zaragoza a Escatrón y Val de Zafan a las Minas de la cuenca minera de Gargallo-Utrillas». En 1881 la línea, que también era conocida como el «Ferrocarril del Mediterráneo», fue adquirida por la Compañía de los Ferrocarriles Directos de Madrid y Zaragoza a Barcelona, la cual sería absorbida por la TBF en 1894 con el propósito de conectar en Zaragoza su línea desde Barcelona por Tarragona con la que venía de Madrid —cosa que se lograría finalmente en 1894—. Debido a la paralización de los trabajos del Ferrocarril de Zaragoza a Escatrón en la década de 1880, la estación de Samper no fue inaugurada definitivamente hasta 1894. En 1898 se produjo la anexión de la TBF por la compañía MZA, pasando la estación a incluirse en su red.
Durante las siguientes décadas no se produjeron grandes cambios, constituyendo una parada intermedia de la línea Madrid-Barcelona de MZA. 

### Bajo RENFE y Adif
En 1941, tras la nacionalización de todos los ferrocarriles de ancho ibérico, las instalaciones pasaron a manos de la recién creada RENFE. En 1953 entró en servicio la línea Andorra-Escatrón, de carácter minero-industrial, la cual atravesaba la estación de Samper. Esto convirtió a las instalaciones de Samper en una bifurcación ferroviaria entre dos líneas, pasando a disponer también de una amplia playa de vías para el nuevo tráfico de trenes carboneros. En un principio circularon convoyes que llevaban lignito desde Andorra hasta la Central térmica de Escatrón. No obstante, con posterioridad circularon trenes carboneros hasta la Central térmica de Teruel a través de Samper. Desde enero de 2005 Renfe Operadora explota la línea mientras que Adif es la titular de las instalaciones ferroviarias.

## La estación
Samper posee un sencillo edificio para viajeros de dos alturas, planta rectangular y disposición lateral a la vía. Más destacable es su gran playa de vías que supera la decena de vías debido a la presencia de trenes carboneros o con contenedores de cenizas. La taquilla de venta de billetes no presta servicio desde el 1 de enero de 2020, pero está en estudio que personal de Adif se haga cargo de este servicio de forma provisional, hasta que lo asuma de forma permanente personal de Renfe Operadora.

## Servicios ferroviarios

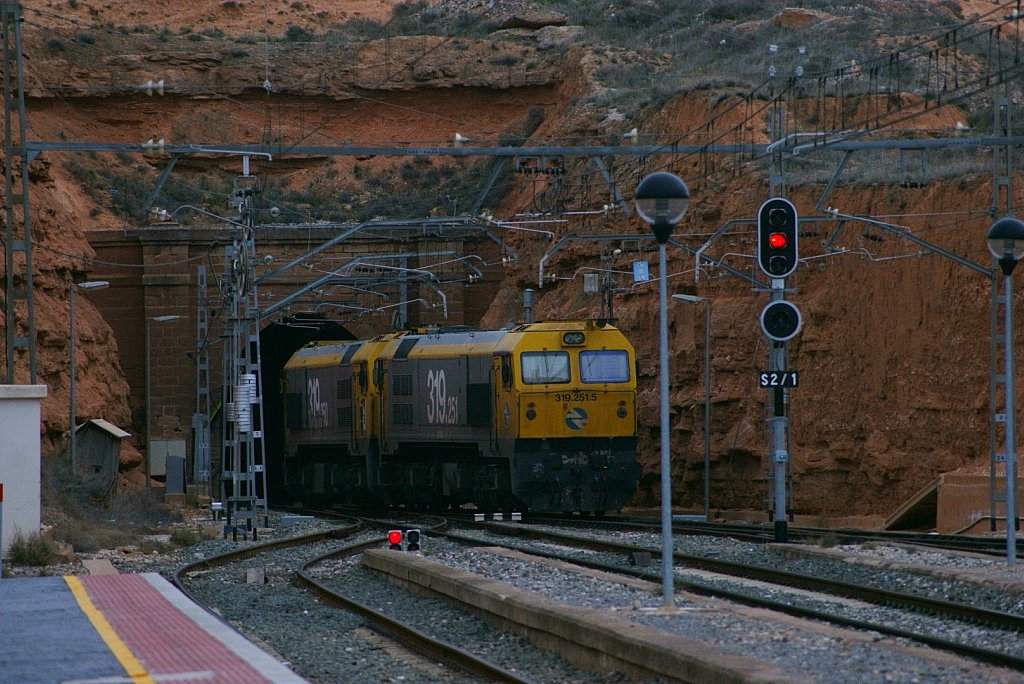
Dos locomotoras de la serie 319 de Renfe maniobrando en la estación.

### Media Distancia
Renfe Operadora presta servicios de media distancia gracias a sus trenes Regional Exprés en los trayectos:
| Línea MD | Trenes          | Origen/Destino                     |  | Destino/Origen                |
| -------- | --------------- | ---------------------------------- |  | ----------------------------- |
| 34       | Regional Exprés | Zaragoza-Delicias Madrid-Chamartín |  | Barcelona-Estación de Francia |
| 34       | Regional        | Zaragoza-Delicias                  |  | Mora la Nueva                 |